# Bombooflat
Bombooflat é uma vila no distrito de Andamans, no estado indiano de Andaman & Nicobar Islands.

## Demografia
Segundo o censo de 2001, Bombooflat tinha uma população de 6790 habitantes. Os indivíduos do sexo masculino constituem 53% da população e os do sexo feminino 47%. Bombooflat tem uma taxa de literacia de 72%, superior à média nacional de 59.5%; a literacia no sexo masculino é de 77% e no sexo feminino é de 67%. 12% da população está abaixo dos 6 anos de idade.